# Eminencia medial del piso del cuarto ventrículo
En el cerebro humano, la fosa romboidal está dividida en mitades simétricas por un surco medial que va desde los ángulos superiores a los inferiores de la fosa. A cada lado de este surco hay una elevación, la eminencia medial, limitada lateralmente por un surco, el surco limitante
En la parte superior de la fosa, la eminencia medial tiene un ancho igual al de la mitad correspondiente de la fosa, pero frente a la fóvea superior forma un abultamiento alargado, el colículo facial, que recubre el núcleo del nervio abducente, y es, en parte al menos, producido por el genu interno del nervio facial.